# Dirhicnus
Dirhicnus är ett släkte av steklar som beskrevs av Thomson 1878. Dirhicnus ingår i familjen puppglanssteklar.
Kladogram enligt Catalogue of Life och Dyntaxa:
| Dirhicnus | \| \| Dirhicnus ferrierei \| \| \| \| \| \| Dirhicnus ramealis \| \| \| \| |
|           | \| \| Dirhicnus ferrierei \| \| \| \| \| \| Dirhicnus ramealis \| \| \| \| |
|           | Dirhicnus ferrierei                                                        |
|           |                                                                            |
|           | Dirhicnus ramealis                                                         |
|           |                                                                            |